# McDonnell Douglas MD-11
Die McDonnell Douglas MD-11, später Boeing MD-11 ist ein dreistrahliges Großraum-Langstreckenflugzeug des US-amerikanischen Flugzeugbauers McDonnell Douglas. Seinem Vorgängermodell McDonnell Douglas DC-10 äußerlich ähnlich, verfügt die MD-11 jedoch über einen längeren Rumpf, eine verkleinerte Flosse des Höhenleitwerks, sparsamere Triebwerke und größere Tragflächen mit Winglets zur Reduzierung des Treibstoffverbrauchs. Durch die modernen Triebwerke und den Einbau von Electronic Flight Instrument Systems („Glascockpit“) entfällt bei der MD-11 der bei der DC-10 noch benötigte Flugingenieur. 
Der Prototyp der MD-11 absolvierte am 10. Januar 1990 seinen Jungfernflug. Die als Passagierflugzeug gebaute Maschine ist heute im Besitz von FedEx mit dem Luftfahrzeugkennzeichen N601FE registriert und wird ausschließlich als Frachtflugzeug eingesetzt. Die letzte ausgelieferte Maschine (D-ALCN) erhielt im Jahr 2001 die Lufthansa Cargo AG.

## Geschichte

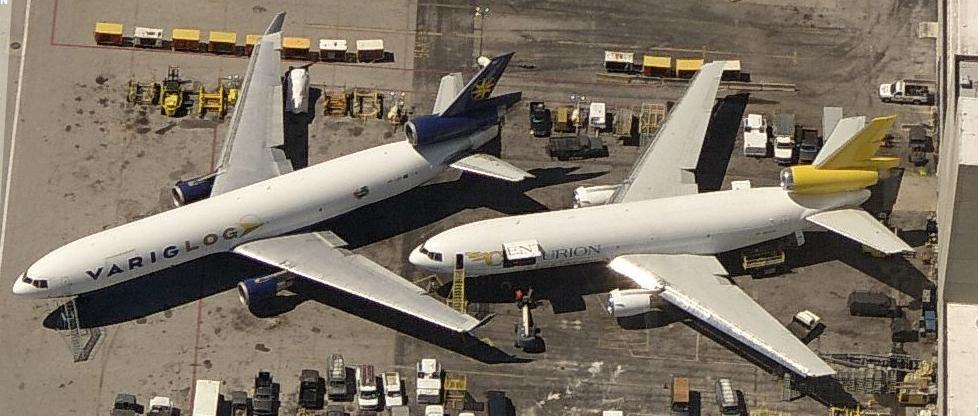
MD-11 links und DC-10 rechts

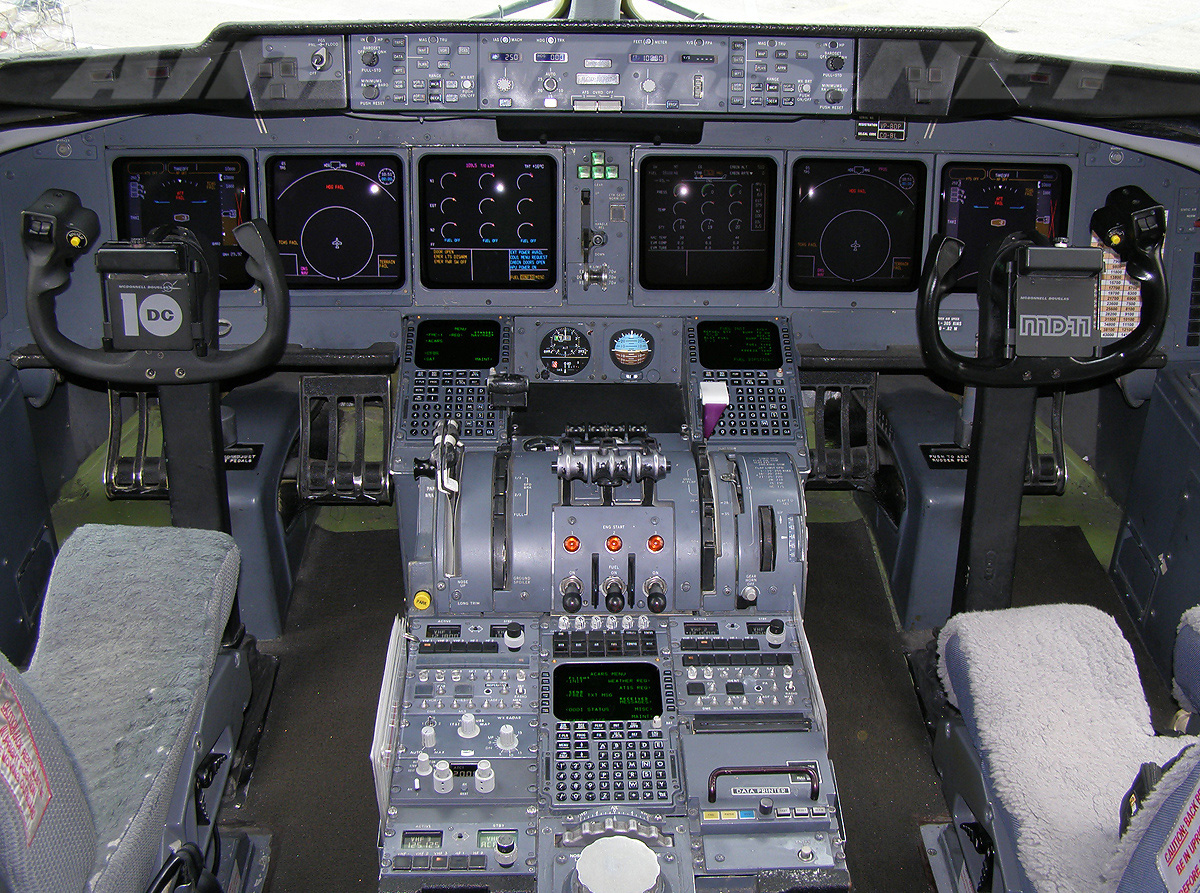
MD-11-Cockpit

### Vorgeschichte
Anfang der 1960er Jahre hatten sich Douglas und Boeing an der CX-4- und CX-HLS-Ausschreibung der USAF für einen Großraumtransporter beteiligt, die dann letztlich 1965 von Lockheed gewonnen wurde und woraus die Lockheed C-5 entstand. Sowohl Douglas als auch Boeing nutzten die hierfür durchgeführten Konzeptionsarbeiten für weiterführende Studien eines ähnlich großen Verkehrsflugzeuges. Douglas gelangte jedoch Anfang 1966 zu der Erkenntnis, dass die Zeit noch nicht reif war für ihre Vorschläge D-950 und D-952 eines vierstrahligen mit Doppeldecks ausgestatteten Flugzeugs, das bis zu 600 Passagiere transportieren sollte. Boeing hatte sich dagegen für die tatsächliche Umsetzung eines ähnlichen Konzeptes entschieden und führte 1969 die Boeing 747 ein.
Mit dem Projekt D-956 führte Douglas seine Konzeptarbeiten mit niedriger Priorität weiter, gab aber die Doppeldeck-Auslegung auf und sah sowohl drei- als auch vierstrahlige Antriebe vor. Diese Entwürfe stellten die Grundlage für die dreistrahlige DC-10 dar, deren Programmstart im Februar 1968 stattfand. Die verschiedenen Varianten von der Series 10 bis Series 40 unterschieden sich zwar in den verfügbaren Triebwerken sowie im Tankvolumen und dem Einsatzgewicht, die Rumpflänge blieb dagegen bis zum Ende der Produktionszeit unverändert. Douglas sah aber bereits bei der Konstruktion eine mögliche Rumpfverlängerung von wenigstens 12,2 m vor, ohne dass beim Start das Heck den Boden streifen würde. Da man nach Marktanalysen für eine zweistrahlige Ausführung als Konkurrenz zum Airbus A300 keine Chancen mehr sah, griff man Mitte 1973 stattdessen die Pläne zur Rumpfverlängerung in den Planvarianten Series 61, 62 und 63 wieder auf. Die Bezeichnungen waren eine Reminiszenz an die entsprechenden Verlängerungsvarianten der DC-8.
Der Zeitpunkt für die Umsetzung dieser Projekte war jedoch unglücklich gewählt, da die Steigerung der Treibstoffkosten zu einem wirtschaftlichen Abschwung bei den Fluggesellschaften führte. So suchte Douglas bereits 1974 mit dem vollkommen neuen Projekt D-969 für 200 Passagiere, bei dem das Hauptaugenmerk auf Treibstoffeffizienz gelegt wurde, einen Weg aus dieser Krise. Die Arbeiten an einer verlängerten DC-10 konzentrierten sich nun auf eine Verlängerung von lediglich 9,1 m, womit 362 Passagiere transportiert werden sollten. Besondere Aufmerksamkeit widmete Douglas der Reduzierung des Luftwiderstands und der Einführung sparsamer Triebwerke. Der Markt für Verkehrsflugzeuge blieb aber insgesamt sehr angespannt.

### Festlegung der MD-11-Konfiguration
Bis Mitte 1978 untersuchte Douglas unterschiedliche Abwandlungen der DC-10, um dann schließlich die Variante „DC-10-30/40 Intercontinental 26,7 ft Stretch“ den Fluggesellschaften anzubieten. Mit der Verlängerung von 26,7 Fuß (8,14 Meter) konnten 353 Sitze in einer Zweiklassenbestuhlung (24 und 329) untergebracht werden. Außerdem sollten die Tragflächenenden um jeweils 1,5 Meter verlängert werden. Der Treibstoffverbrauch sollte durch diese Maßnahmen 24 Prozent unter dem der DC-10-30 bleiben. Obwohl damit im Wesentlichen die konstruktiven Kennwerte für die spätere MD-11 festgelegt waren, dauerte es noch weitere acht Jahre, bis das Board of directors von McDonnell Douglas am 30. Dezember 1986 den endgültigen Start für das neue Flugzeug beschloss.
Zwischenzeitlich war mit der DC-10 Super 10 sogar eine verkürzte Kurzstreckenversion der DC-10 in Betracht gezogen worden. Dieses Muster hatte mit den optionalen Rolls-Royce RB211-535 und Pratt & Whitney PW2037, dem Zweimanncockpit, digitalen Instrumenten und CRT-Bildschirmen bereits wichtige Ausstattungseigenschaften der späteren MD-11.
Bis 1982 wurde allgemein erwartet, dass das nächste Verkehrsflugzeugprojekt von Douglas, die Bezeichnung DC-11 erhalten würde. Dem war jedoch nicht so, da sich im Spätjahr 1982 McDonnell Douglas dafür entschied, für künftige Baumuster das Kürzel „MD“ statt „DC“ zu verwenden. So wurde aus der bereits in Serienproduktion befindlichen DC-9 Super Eighty Serie die MD-80, zukünftige Entwicklungen der kleineren DC-9-Varianten sollten MD-90 heißen und aus der DC-10 Super 10 wurde die MD-100. Nach einem Entwicklungsstopp aller Verkehrsflugzeugprojekte am 11. November 1983 schätzte man Ende 1984 die Vermarktungsaussichten wieder so gut ein, dass die Entwicklungsarbeiten wieder aufgenommen wurden. Der vor allem auf Druck potenzieller Kunden vorgelegte Entwurf mit verkürztem Rumpf wurde durch eine verlängerte DC-10-Variante ersetzt, die anfangs die Bezeichnung MD-XXX, dann MD-11X und schließlich MD-11 erhielt. Details hierzu präsentierte McDonnell Douglas auf der Pariser Luftfahrtschau 1985.
Noch Ende 1987 bzw. Anfang 1988 setzten sich das Management von McDonnell Douglas und Airbus zusammen, um die Möglichkeiten eines gemeinsamen Projektes im Wettbewerb mit der Boeing 747 zu erkunden. Erwogen wurde eine Kombination aus einem verlängerten MD-11-Rumpf und den Tragflächen des Airbus A330. Die Gespräche wurden Ende 1988 ohne Ergebnis beendet.

### Produktion
Die erste Bestellung einer MD-11 (neun Exemplare) wurde am 3. Dezember 1986 bekanntgegeben und kam von British Caledonian Airways. Der zweite Kunde war die japanische Leasinggesellschaft Mitsui & Co. (5 Maschinen), gefolgt von SAS (zwölf Maschinen). Am 29. Dezember 1986 erklärte McDonnell Douglas dann formell den Anlauf der Serienfertigung. Zu diesem Zeitpunkt lagen 52 feste Bestellungen und 40 Optionen von zwölf Kunden vor. Die Endmontage der ersten MD-11 begann am 9. März 1988, der Erstflug war zu diesem Zeitpunkt für den Sommer 1989 geplant und die FAA-Zulassung und die erste Auslieferung an British Caledonian sollte ein Jahr später folgen.
Durch die Stornierung der Bestellung von British Caledonian infolge der Übernahme durch British Airways stellten sich zwangsläufig Verzögerungen in dieser Ablaufplanung ein. Der Erstflug fand dann tatsächlich erst acht Monate später, am 10. Januar 1990 durch eine für Federal Express (FedEx) bestimmte MD-11F (Kennzeichen N111MD) statt. Die Maschine fliegt mittlerweile als N601FE für FedEx. Da man mit den ersten fünf gebauten Maschinen das Testprogramm durchführte, konnte die Maschine bereits am 8. November 1990 von der amerikanischen Luftfahrtbehörde FAA zugelassen werden. Aus Termingründen wurde dabei kein eigenes Typezertifikat für die MD-11 ausgestellt, vielmehr gilt der Typ als Unterversion der DC-10 und wird in deren Zertifikat mitaufgeführt.

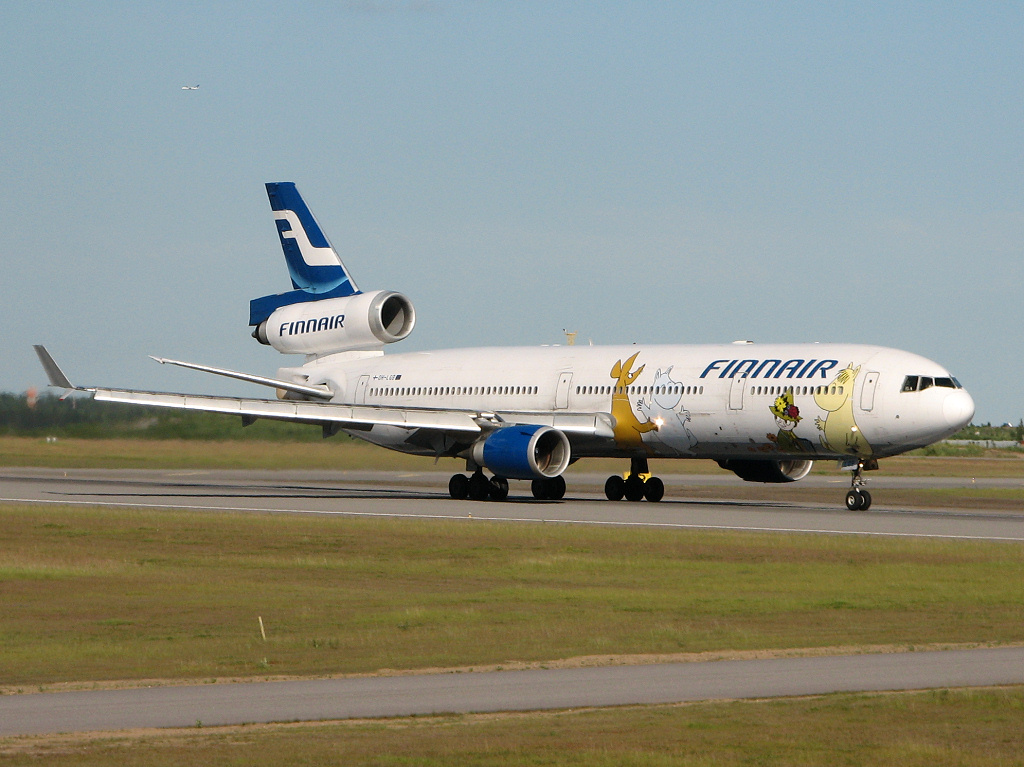
MD-11 (Passagierversion) der Finnair mit der Sonderbemalung Mumins

Das erste Flugzeug wurde am 29. November 1990 an die Finnair geliefert, die die Maschine ab dem 20. Dezember 1990 zwischen Helsinki und Teneriffa im regelmäßigen Betrieb einsetzte. Zu diesem Zeitpunkt umfasste der Auftragsbestand 375 Kaufabsichten, einschließlich 174 fester Bestellungen. Die Zertifizierung nach den europäischen Joint Airworthiness Requirements (JAR) erfolgte im September 1991 und die für automatische Landungen nach CAT IIIb im April 1991.
Bald nach den ersten Auslieferungen wurden jedoch die Probleme bekannt, die der MD-11 letztendlich den wirtschaftlichen Erfolg verwehrten. Vor allem erfüllte die Maschine die von McDonnell Douglas garantierten Reichweiten aufgrund erhöhten Kraftstoffbedarfs nicht – McDonnell Douglas hatte etwa 7.000 Seemeilen Reichweite mit einer Zuladung von etwa 28.000 Kilogramm versprochen, es zeigte sich aber, dass bei dieser Zuladung nur etwa 6.500 Meilen erreicht oder bei voller Ausnutzung der Reichweite nur 22.000 Kilogramm transportiert werden konnten. Als Folge stornierte etwa Singapore Airlines alle 20 bestellten MD-11 wieder und orderte stattdessen den zu der Zeit wesentlich moderneren Airbus A340, weil die ursprünglich geplanten MD-11-Routen der Airline zwischen Singapur und Europa mit der real erzielbaren Reichweite nicht durchführbar waren. Auch die später erschienene Boeing 777 machte der MD-11 stark zu schaffen.
Um die versprochenen Werte doch noch zu erreichen, wurde von 1990 bis 1995 zusammen mit dem Langley Research Center der NASA und den beiden Triebwerksherstellern Pratt & Whitney und General Electric das Performance Improvement Program (PIP) initiiert und durchgeführt, bei dem Aerodynamik und Triebwerke überarbeitet wurden. Obwohl die angesprochenen Nachteile der MD-11 mit der Zeit verringert wurden, war der Imageschaden zu groß, um noch behoben werden zu können.

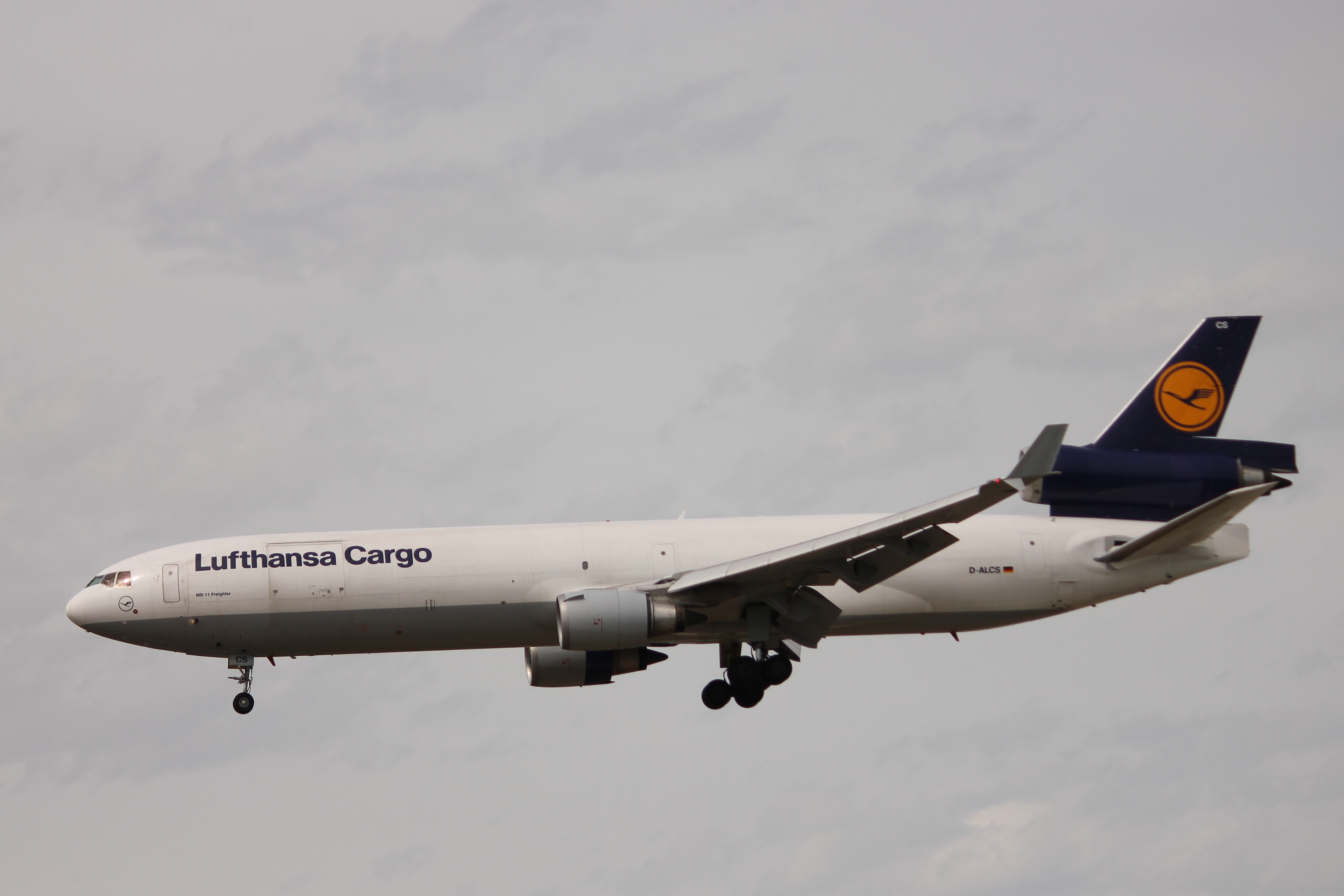
Frachtversion MD-11F
der Lufthansa Cargo

Nach der Übernahme von McDonnell Douglas durch Boeing 1997 wurde die Produktion der MD-11 vorerst weitergeführt, allerdings nur die der Frachtvariante. Altaufträge für Passagiermaschinen wurden noch bearbeitet, so dass am 16. April 1998 die letzte Maschine an Sabena übergeben wurde. Doch schon ein Jahr später gab Boeing bekannt, die Produktion der MD-11 einzustellen. Das 200. und letzte Flugzeug wurde am 22. Februar 2001 an Lufthansa Cargo ausgeliefert. McDonnell Douglas wollte ursprünglich mehr als 300 MD-11-Flugzeuge verkaufen.
Man nimmt an, dass das Ende der Fertigung mit der Nähe der MD-11 zur Boeing 777 zusammenhängt, da beide Muster auf dem Markt miteinander konkurrierten. Die Entscheidung, die Fertigung nach 200 Exemplaren einzustellen, wurde allerdings oft kritisiert, da die MD-11F bis zum Erscheinen der Boeing 777F (2007) das modernste und produktivste Frachtflugzeug ihrer Klasse war. Daher wurden und wurden auch viele der im Passagierbetrieb unrentablen MD-11 in Frachter umgewandelt, etwa bei Paketdiensten wie Federal Express oder UPS Airlines. Die große Beliebtheit als Frachtflugzeug rührt daher, dass die MD-11 einen guten Kompromiss in der Größe darstellt, so kann sie zwar weniger Ladung transportieren als die Frachtversionen der Boeing 747, allerdings hat letztere auch einen höheren Treibstoffverbrauch. Im Lauf der Zeit stieg die Zahl von für den Frachtmarkt verfügbaren 777. Diese ist bei vergleichbarer Frachtkapazität deutlich treibstoffeffizienter als die MD-11; daher verliert die MD-11 inzwischen auch im Frachtbereich an Bedeutung. Mit der Ausrangierung der MD-11 bei Lufthansa Cargo, wird die MD-11 nur noch bei drei Airlines weltweit eingesetzt: FedEx, UPS und Western Global Airlines. Da allerdings insbesondere FedEx im Laufe der Jahre bei anderen Airlines eingestellte MD-11 aufgekauft hatte, waren bis Anfang 2023 noch über die Hälfte aller gebauten Flugzeuge im Einsatz. Aufgrund rückgehender Nachfrage in der Flugfracht kündigten FedEx und UPS 2023 allerdings an, ihre MD-11 Stück für Stück auszumustern und durch moderne und effizientere 767 und 777 zu ersetzen. FedEx plant bis 2028 die MD-11 ausgemustert zu haben, im ersten Quartal 2023 wurden die ersten 9 stillgelegt. UPS musterte im Jahr 2023 6 seiner 42 verbleibenden Flugzeuge aus. Stand Mitte 2024 sind drei weitere Flugzeuge inaktiv. Obwohl WGA offiziell das Ende ihres MD-11-Betriebs noch nicht verkündet hat, sind 10 der 17 verfügbaren MD-11 inaktiv.
Den letzten regulären Passagier-Linienflug führte KLM am 26. Oktober 2014 durch und verabschiedete die letzte Passagier-MD-11 mit drei Sonderflügen am 11. November 2014 in einer Sonderbemalung KLM – Douglas Aviation History, die darauf hinwies, dass KLM neben der MD-11 alle Douglas-Typen von der DC-2 bis zur DC-10 geflogen hat.

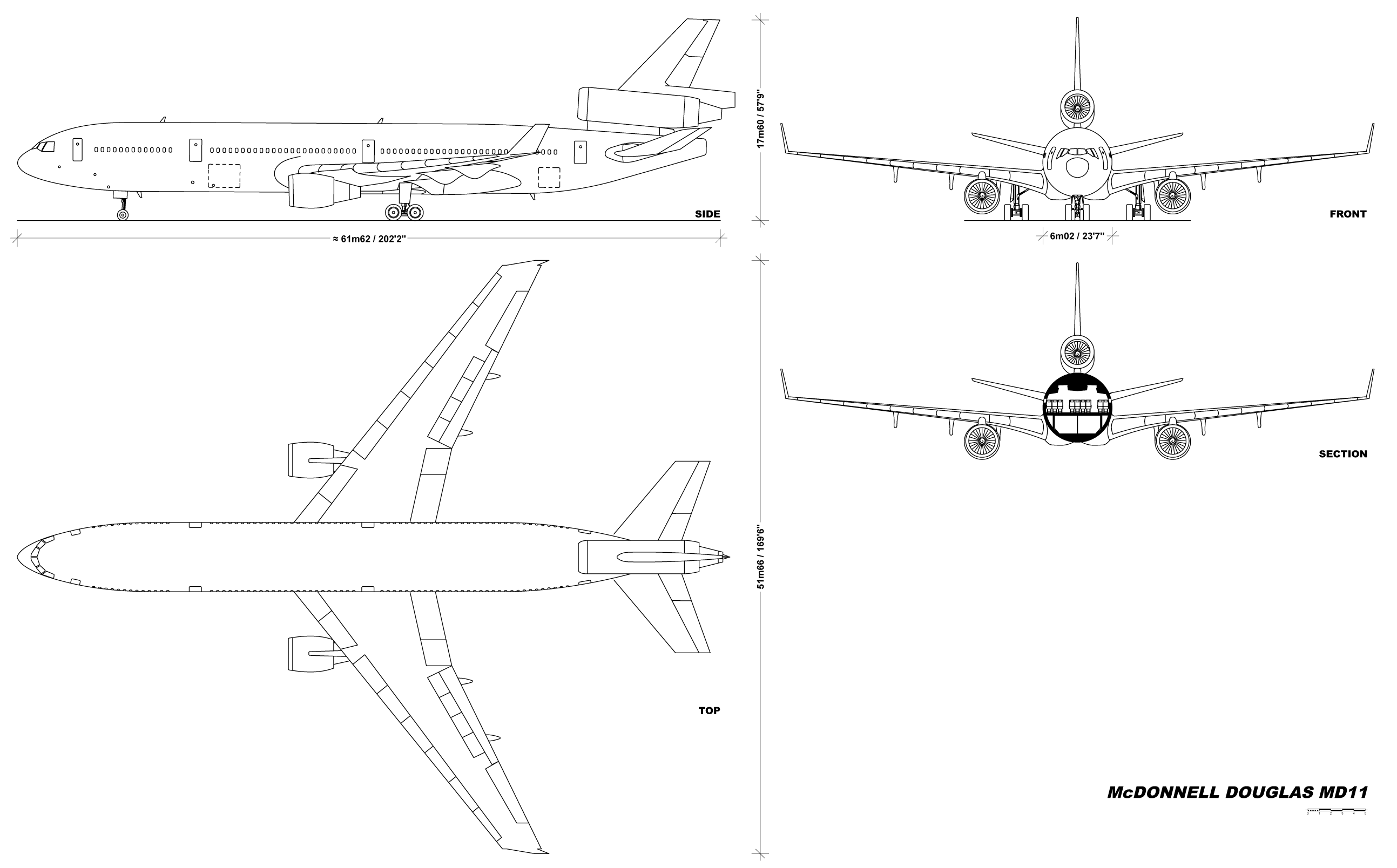
Skizze des Aufbaus einer MD-11

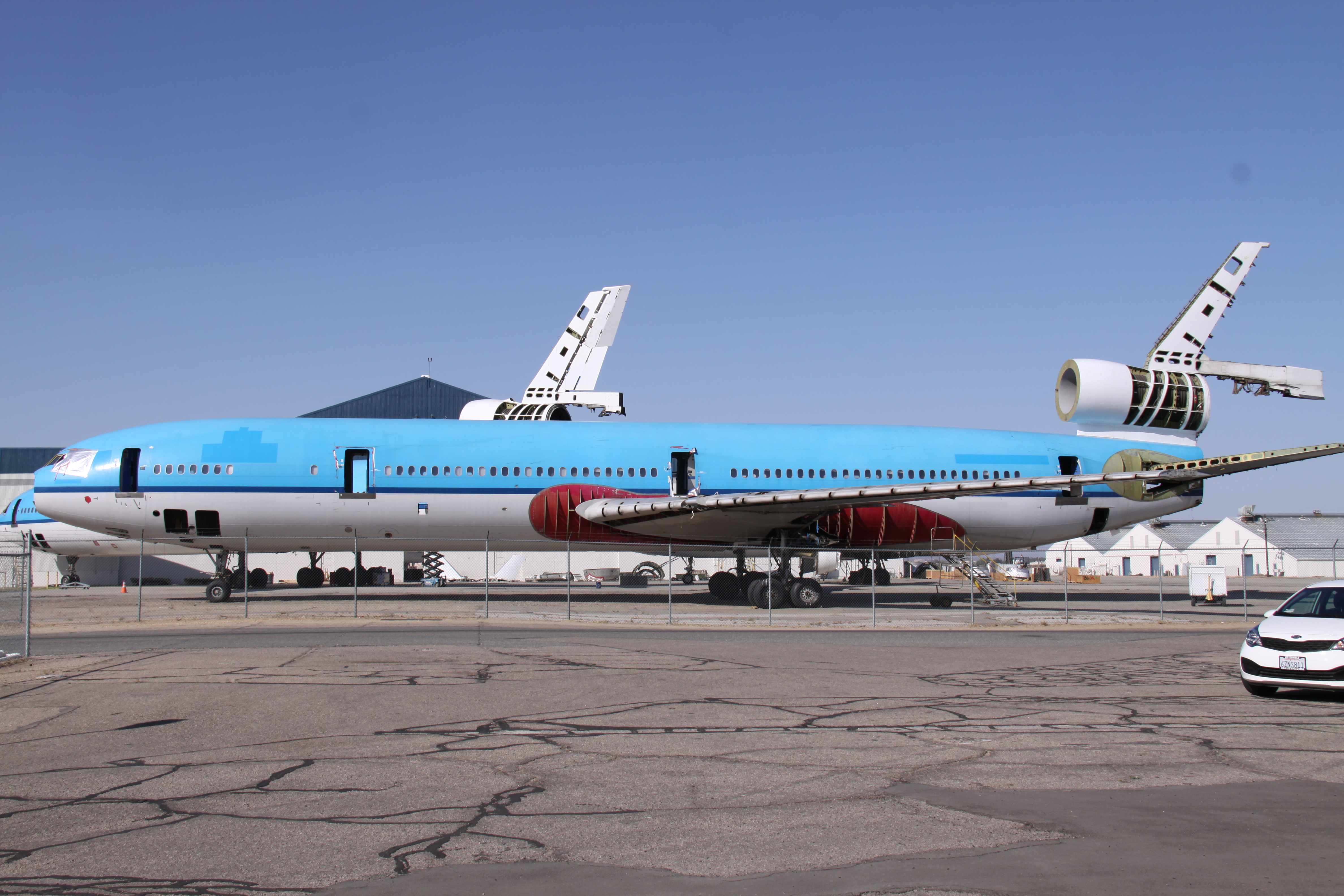
Zwei MD-11 in der Passagierversion der KLM beim Abwracken in Victorville, 2013

## Konstruktion
Bei der MD-11 werden neben Leichtmetalllegierungen auch Verbundwerkstoffe eingesetzt. Letztere werden für alle Steuerflächen verwendet, die entweder vollständig daraus bestehen oder damit beplankt sind. Auch die Triebwerkseinlässe und Cowlings sowie die Verkleidungen der Übergänge zwischen Rumpf und Tragflächen bestehen aus Verbundwerkstoffen.
Gegenüber der DC-10 hat die MD-11 einige zusätzliche Maßnahmen zur Reduzierung des Treibstoffverbrauchs integriert. So gibt es an den Tragflächenenden sowohl schräg nach oben zeigende als auch kleinere Winglets, die nach unten abgewinkelt sind. Das Leitwerk hat eine verbesserte Wölbung der Profile, eine verringerte Pfeilung und zusätzlich einen Trimmtank, der 7571 l Kerosin fassen kann. Der Heckabschluss ist verlängert und läuft jetzt schneidenförmig aus. Neu ist ebenfalls ein Zweimann-„Glascockpit“
Als Zulieferer für einzelne Komponenten dienten:
- Alenia: Seitenleitwerk, Rumpfverkleidungsteile, Winglets
- AP Precision Hydraulics: Bugfahrwerk und mittleres Hauptfahrwerk
- AlliedSignal Bendix Landing Systems: Haupträder und Bremsen
- CASA: Höhenleitwerk
- General Dynamics Convair Division: Rumpfsektionen
- Embraer: Klappensektionen außenbords
- Fischer GmbH: Verkleidungen der Klappengelenke
- Pneumo Abex Corp.: Hauptfahrwerk
- Rohr Industries: Triebwerksaufhängungen
- Honeywell: Cockpitausrüstung und Avionik

### Cockpit
Das Zwei-Piloten-Cockpit der MD-11 hat sechs große Bildschirmanzeigen und zwei Bedienkonsolen zwischen den Sitzen. Eine dritte Konsole dient der Bodencrew zum Testen der Bord-Avionik.

### Tragwerk
Die tragende Struktur des Tragflügels setzt sich zusammen aus zwei Holmen, die mit Rippen und dazu senkrecht liegenden Aussteifungselementen verbunden sind und zusammen einen Kastenholm bilden. Das Profil der Tragflächen wurde von Douglas selbst entwickelt. Die Pfeilung bei einem Viertel der Tragflächentiefe beträgt 35°, der Einstellwinkel an der Flügelwurzel knapp 6° und die V-Stellung exakt 6°. Der Einstellwinkel der Flosse des Höhenleitwerks ist elektrohydraulisch verstellbar, die Höhenruder sind pro Seite zweigeteilt und geschlitzt. Während die innenliegenden Querruder bei allen Geschwindigkeiten betätigt werden können, ist dies bei außenliegenden Rudern nur bei geringen Geschwindigkeiten möglich. Die beweglichen Vorflügel reichen fast über die gesamte Tragflächenvorderkante. Die doppelt geschlitzten Hinterkantenklappen werden über außen liegende Gelenke betätigt. Von den insgesamt fünf Spoilern auf der Flügeloberseite sind vier Stück in einer Gruppe zusammengefasst.

### Fahrwerk
Das hydraulisch einfahrbare Bugradfahrwerk wird ergänzt durch ein doppelt bereiftes, mittig unter dem Rumpf angeordnetes, zusätzliches Fahrwerksbein. Das Bug- und dieses mittige, zusätzliche Fahrwerk werden nach vorne eingezogen, während das Hauptfahrwerk, das zwei vierfach bereifte Radsätze besitzt, nach innen in den Rumpf einfährt. Der minimale Wenderadius der MD-11 beträgt am Bugrad gemessen 26,7 m, der Radius über die Flügelspitzen ist 35,90 m. Die MD-11 hat Bremsscheiben aus Kohlefaserverbundmaterial. Sie sind 40 Prozent leichter als Stahlbremsscheiben, so ergibt sich am ganzen Flugzeug eine Gewichtseinsparung von etwa einer halben Tonne. Außerdem sind sie durch ihre Robustheit wartungsärmer.

### Antrieb
Wie beim Vorgängermuster DC-10 wurden auch bei der MD-11 Triebwerke mehrerer Hersteller angeboten. Die Kunden konnten zwischen General-Electric- und Pratt-&-Whitney-Triebwerken wählen. Angeboten wurde das Pratt & Whitney PW4460 mit anfangs 266,9 kN und das General Electric CF6-80C2D1F mit anfänglich 273,6 kN.
Eine der britischen Fluggesellschaft Air Europe angebotene Variante mit Rolls-Royce-RB211-524L-Triebwerken (29.484 kp Standschub) wurde verworfen, nachdem Air Europe Insolvenz anmelden musste und kein Interesse eines anderen Kunden mehr nach einer Version mit diesen Triebwerken bestand. 119 Maschinen erhielten schließlich das General Electric CF6-80C2, 14 Flugzeuge das Pratt & Whitney PW4462 (die Flotte von Martinair), die verbleibenden 67 Flugzeuge das PW4460.

## Versionen
McDonnell Douglas bot die MD-11 in verschiedenen Varianten an: Eine reine Passagier-MD-11 (bzw. inoffiziell MD-11P genannt) sowie eine reine Frachtversion (MD-11F), eine Version, die beide Eigenschaften gleichzeitig erfüllen kann (MD-11C für Combi) sowie eine als Convertible Freighter (MD-11CF) bezeichnete Ausführung.
Je nach Bedarf kann frühzeitig vor dem Flug festgelegt werden, ob die Maschine als Nurfrachter, reiner Passagierjet oder als kombinierte Fracht- und Passagiermaschine fungieren soll.
Hierbei dauert die Umrüstung von der Passagier- auf die Frachtversion zwei Tage; die Konversion des Frachters zurück zum Passagiertransport benötigt drei Tage. Von McDonnell-Douglas war diese Version zum Beispiel für Charter-Airlines angedacht, die die Maschine im Sommer mit Passagieren auslasten und außerhalb der Saison mit dem Cargo-Geschäft Geld verdienen konnten. Sechs MD-11CF wurden gebaut, vier davon gingen an Martinair, zwei an World Airways. Von der MD-11C wurden nur fünf Exemplare gebaut, die sämtlich an Alitalia gingen und nach und nach zu reinen Frachtern umgerüstet wurden.
Aufgrund der unterschiedlichen Frachtzusammenstellung variiert auch die Größe der Frachttür zwischen den Versionen. Die beiden Versionen, die als Vollfrachter fliegen können, also der Convertible Freighter MD-11CF sowie die reine Frachtversion MD-11F besitzen eine Frachttür kurz hinter dem Cockpit mit einer Höhe von 2,59 Metern und einer Breite von 3,56 Metern. Die MD-11C hingegen sollte im vorderen Teil des Rumpfes Passagiere befördern und im hinteren Teil Fracht, so dass die Frachttür sich auch im hinteren Teil des Flugzeuges befindet; es hat bei gleicher Höhe wie die Tür der CF-/F-Version eine Breite von 4,06 Metern.
Verteilt man die 200 gebauten Exemplare auf die Versionen, so wurden 131 MD-11 an 22 Kunden geliefert, fünf MD-11C an einen Kunden, fünf MD-11ER an zwei Kunden und 59 MD-11F an sieben Kunden.
Studien von McDonnell Douglas und Boeing, die MD-11 mit nur zwei Triebwerken zu bauen, führten zu keinem Ergebnis.

## Bestellungen und Betreiber

### Betreiber werksneuer Flugzeuge
Folgende Fluggesellschaften übernahmen werksneue MD-11 vom Hersteller:
| - Alitalia - American Airlines - China Airlines - City Bird - Delta Air Lines - Eva Air - Federal Express - Finnair | - Garuda Indonesia - Japan Airlines - KLM Royal Dutch Airlines - Korean Air - LTU - Lufthansa Cargo - Martinair - Sabena1) | - Saudi Arabian Airlines2) - Swissair - Thai Airways International - VARIG - Viação Aérea São Paulo - World Airways |

1) Sabena bestellte keine MD-11, leaste aber zwei werksneue Maschinen von City Bird vor deren Auslieferung. Beide Flugzeuge wurden in Sabena-Farben ausgeliefert.
2) Saudi Arabian Airlines übernahm neben MD-11F auch ein Flugzeug in VIP-Ausstattung registriert als HZ-AFAS.

### Stornierte Bestellungen
Folgende Fluggesellschaften orderten werksneue MD-11, stornierten aber ihre Bestellungen (Anzahl der bestellten Maschinen in Klammern):
| - Aero Lloyd (2) - Air Outre Mer (4) - Air Europe (6) - Air Zaïre (2) - British Caledonian Airways (9) - China Southern Airlines (6) - Dragonair (2) | - Jugoslovenski Aerotransport (3) - Nigeria Airways (1) - SAS Scandinavian Airlines (12) - Singapore Airlines (5)1) - VIASA (2) - Zambia Airways (1) - ZAS Airline of Egypt (1) |

1) Singapore Airlines stornierte ihre Bestellung erst kurz vor Auslieferung der ersten MD-11. Diese war bereits in Farben der Singapore Airlines lackiert.

### Aktuelle Betreiber
Mit Stand April 2025 sind von den insgesamt 200 hergestellten MD-11/MD-11F noch 52 als aktiv gelistet und 16 weitere als geparkt, alle als Frachter:
| Betreiber                                       | Stückzahl                                       | Anmerkungen | Bild                                            |
| Betreiber der Frachtversion (inkl. Umrüstungen) | Betreiber der Frachtversion (inkl. Umrüstungen) | Betreiber der Frachtversion (inkl. Umrüstungen)                                                                                     | Betreiber der Frachtversion (inkl. Umrüstungen) |
| ----------------------------------------------- | ----------------------------------------------- | --- | ----------------------------------------------- |
| FedEx                                           | 25                                              | FedEx wird die MD-11F bis 2032 betreiben.                                                                                           | MD-11F von FedEx                                |
| UPS Airlines                                    | 28                                              | alle aus ehemaligen Passagiermaschinen umgebaut                                                                                     | MD-11F von UPS                                  |
| Western Global Airlines                         | 15                                              | 4 aktiv+11 geparkt. D-ALCA, D-ALCC, D-ALCD, D-ALCG, D-ALCL und D-ALCR wurden zwischen 2015 und 2021 von Lufthansa Cargo übernommen. | MD-11F von Western Global Airlines              |
| Gesamt                                          | 68                                              | |                                                 |

## Besondere Bemalungen
Einzelne Exemplare der MD-11, wenn auch vorrangig als Frachtflugzeug eingesetzt, wurden von ihren Betreibern in vom Standard abweichenden Bemalungen eingesetzt:
- Die OH-LGB der Finnair, eine MD-11 (Seriennummer 48450, später N269WA für World Airways, 2012/3 verschrottet), erhielt ab 2001 für die Weihnachtszeit den Schriftzug „Official airline of Santa Claus“ und einen Weihnachtsmann, im Sommer 2006 und 2008 flog sie mit Figuren der finnischen Comicserie Mumins auf dem Rumpf.[18][19][20]
- Die Frachtairline Martinair benannte ihre PH-MCU (MD-11CF, Seriennummer 48757) nach der niederländischen damaligen Kronprinzessin Maxima und verzierte die Maschine zwischen 2003 und 2007 mit großen roten Rosen.[21][22][23]
- Der langjährige brasilianische Flagcarrier VARIG kann mit gleich zwei sonderlackierten MD-11 aufwarten, deren Thema die Fußball-Weltmeisterschaften 1998 und 2006 waren. Zur WM in Frankreich wurde die von Garuda Indonesia geleaste PP-VPP (MD-11, Seriennummer 48501) verziert, die mittlerweile als N576FE für FedEx fliegt[24][25][26] für das Sommermärchen in Deutschland die PP-VTI (MD-11, Seriennummer 48456), eine ehemalige Swiss-Maschine, die ebenfalls – in diesem Falle für UPS – in die Frachter-Version konvertiert wurde.[24][27][28]
- Die D-ALCC (Seriennummer 48783) der Lufthansa Cargo trug eine Sonderbemalung zum Thema 100 Jahre Luftfracht [29][30][31] und flog danach mit einer Aufschrift zum Thema Aktion Deutschland Hilft.[32] Einige Wochen vor ihrer Außerdienststellung bei der Lufthansa Cargo erhielt die D-ALCC „Farewell-Sticker“ auf beiden Seiten des Hecks und auf der Innenseite der Frachttür.
- KLM lackierte die Maschine PH-KCE (Seriennummer 48559) zum 95-jährigen Jubiläum der Airline mit der Aufschrift 95 Years. Des Weiteren wurden auf den letzten beiden Maschinen PH-KCB (Seriennummer 48556) und PH-KCD (Seriennummer 48558) für die Abschiedsflüge am 11. November 2014 auffällige Aufkleber angebracht: „KLM-Douglas Aviation History“ und darunter „DC-2 DC-3 DC-4 DC-5 DC-6 DC-7 DC-8 DC-9 DC-10 MD11“, was die enge Verbundenheit von KLM und (McDonnell-)Douglas zeigen sollte, da KLM all diese Douglas-Flugzeuge in der Vergangenheit einsetzte.
- Daneben existierten noch eine StarAlliance-Maschine (von Varig) sowie eine Maschine der Lufthansa Cargo mit Hinweis auf das Luftfracht-Netzwerk WOW.

## Zwischenfälle
Von den insgesamt 200 gebauten MD-11 wurden zehn Flugzeuge von 1997 bis heute so weit beschädigt oder zerstört, dass sie abgeschrieben werden mussten. Daraus ergibt sich laut Boeing eine Zahl von 3,62 Totalverlusten pro 1 Mio. Flüge im Zeitraum bis 2013 in der zivilen Luftfahrt. Diese ist deutlich überdurchschnittlich und wird nur von wesentlich älteren Flugzeugen übertroffen.
Die MD-11 hat trotz ihrer größeren Nutzlast und Länge fast die gleiche Flügelfläche wie die kleinere DC-10-30/40, was eine hohe Anfluggeschwindigkeit erfordert, außerdem neigt sie im letzten Teil des Landeanflugs zu Bewegungen um die Querachse. Das National Transportation Safety Board konstatierte im Jahr 2011 für den Zeitraum 1993–2010 14 Fälle von so harten Landungen, dass ernste Beschädigungen am Flugzeug hervorgerufen wurden, davon vier Totalverluste.
- Am 6. April 1993 hatte eine McDonnell Douglas MD-11 der China Eastern Airlines (B-2171) auf dem Flug von Shanghai nach Los Angeles im Reiseflug ein technisches Problem, weshalb der Autopilot ausgeschaltet wurde. Der Kapitän übernahm die Steuerung. Als der Kapitän das Flugzeug stabilisieren konnte, hatte die Maschine starke Schwingungen erfahren und 5.000 Fuß an Höhe verloren. Der Kapitän landete auf Shemya Island zwischen. Von den 255 Insassen kamen zwei Passagiere ums Leben. Grundursache war die mangelhafte Konstruktion des Bedienhebels für die Landeklappen (siehe auch China-Eastern-Airlines-Flug 583).

- Am 31. Juli 1997 verunglückte eine MD-11F der FedEx (Luftfahrzeugkennzeichen: N611FE) bei der Landung auf dem Newark International Airport durch einen Pilotenfehler, fing dabei Feuer und brannte vollständig aus. Alle Insassen konnten sich retten (siehe auch Federal-Express-Flug 14).

- Am 2. September 1998 stürzte eine MD-11 der Swissair (HB-IWF) auf dem Flug von New York nach Genf bei Halifax in den Atlantischen Ozean. Dabei kamen alle 229 Insassen ums Leben. Als Unfallursache wurde ein Feuer festgestellt, das von einem Lichtbogen an einem Kabelbaum des In-flight-Entertainment-Systems im Bereich der Cockpitsektion verursacht wurde, siehe Swissair-Flug 111.[36]

- Am 15. April 1999 verunglückte eine MD-11F der Korean Air (HL7373) auf einem Frachtflug von Shanghai nach Seoul. Das Flugzeug geriet nach heftigen Steuerkommandos seitens des Kapitäns in einen unkontrollierbaren Flugzustand und stürzte ab, siehe Korean-Air-Flug 6316.

- Am 22. August 1999 verunglückte eine MD-11 der China Airlines (B-150) als sie am Hong Kong International Airport landen wollte. Starker Regen und Seitenwinde führten dazu, dass das rechte Triebwerk die Landebahn berührte und abbrach, worauf sich auch die rechte Tragfläche vom Rumpf löste und der Rumpf vom Auftrieb der verbliebenen Tragfläche auf den Rücken gedreht wurde. Drei Passagiere der mit 315 Personen besetzten Maschine wurden dabei getötet, der Rest konnte sich bei der fast drei Stunden dauernden Bergungsaktion vor dem ausgebrochenen Feuer retten, siehe China-Airlines-Flug 642.

- Am 17. Oktober 1999 verunglückte eine MD-11F der FedEx (N581FE) auf einem Frachtflug bei der Landung auf dem Subic Bay International Airport (SFS) (Philippinen). Sie rollte über das Ende der Landebahn hinaus und landete im Meer. Beide Insassen konnten sich retten.[37]

- Am 23. März 2009 verunglückte eine MD-11F der Fedex (N526FE) aufgrund eines Pilotenfehlers am Flughafen Tokio-Narita, Japan. Die Maschine war im chinesischen Guangzhou gestartet. Die beiden Piloten des Frachtflugzeugs kamen ums Leben (siehe auch Federal-Express-Flug 80).

- Am 28. November 2009 verunglückte eine MD-11F der Avient Aviation (Z-BAV) auf dem Flughafen Shanghai. Die Frachtmaschine stürzte beim Start ab und brannte aus. Drei der sieben Besatzungsmitglieder kamen dabei ums Leben. Als Ursache wird ein Tailstrike angenommen (siehe auch Avient-Aviation-Flug 324).[38]

- Am 27. Juli 2010 um 11:38 Uhr Ortszeit verunglückte eine MD-11F der Lufthansa Cargo (D-ALCQ) auf dem Flug von Frankfurt nach Hongkong bei einer Zwischenlandung auf dem King Khalid International Airport von Riad (Saudi-Arabien).[39] Die Maschine setzte mit zu hoher Sinkrate auf, zerbrach in zwei Teile, kam von der Landebahn ab und brannte aus. Die beiden Piloten überlebten.[40][41] Sowohl ein vorläufiger Bericht des National Transportation Safety Boards als auch der Abschlussbericht der saudischen Luftfahrtbehörde sehen die Hauptursache für den Unfall in Fehlern der Cockpitbesatzung (siehe auch Lufthansa-Cargo-Flug 8460).[42][43]

- Am 13. Oktober 2012 brach das linke Fahrwerk einer MD-11F der Centurion Air Cargo (N988AR) bei der Landung auf dem brasilianischen Flughafen Viracopos, was zu starken Beschädigungen an der linken Tragfläche und am linken Triebwerk führte. Die Besatzung blieb unverletzt, das Flugzeug wurde als Totalverlust abgeschrieben.[44]

## Technische Daten
| Kenngröße                                         | MD-11 | MD-11ER | MD-11F | MD-11C |
| ------------------------------------------------- | --- | --- | --- | --- |
| Länge                                             | 61,2 m bzw. 61,4 m (PW 4460 bzw. CF6 Triebwerk) | 61,2 m bzw. 61,4 m (PW 4460 bzw. CF6 Triebwerk) | 61,2 m bzw. 61,4 m (PW 4460 bzw. CF6 Triebwerk) | 61,2 m bzw. 61,4 m (PW 4460 bzw. CF6 Triebwerk) |
| Spannweite                                        | 51,7 m | 51,7 m | 51,7 m | 51,7 m |
| Höhe des Seitenleitwerks                          | 17,3 m bis 18,0 m (abhängig vom Ladezustand) | 17,3 m bis 18,0 m (abhängig vom Ladezustand) | 17,3 m bis 18,0 m (abhängig vom Ladezustand) | 17,3 m bis 18,0 m (abhängig vom Ladezustand) |
| Rumpfdurchmesser                                  | 6,02 m | 6,02 m | 6,02 m | 6,02 m |
| Flügelfläche                                      | 338,9 m² | 338,9 m² | 338,9 m² | 338,9 m² |
| Flügelstreckung                                   | 7,9 | 7,9 | 7,9 | 7,9 |
| Antrieb                                           | - Pratt & Whitney PW 4460 (je 266,9 kN Standschub) oder - General Electric CF6-80C2D1F (je 273,57 kN Standschub). - Rolls-Royce Trent 600 (geplant, ging aber nicht in Serie) | - Pratt & Whitney PW 4460 (je 266,9 kN Standschub) oder - General Electric CF6-80C2D1F (je 273,57 kN Standschub). - Rolls-Royce Trent 600 (geplant, ging aber nicht in Serie) | - Pratt & Whitney PW 4460 (je 266,9 kN Standschub) oder - General Electric CF6-80C2D1F (je 273,57 kN Standschub). - Rolls-Royce Trent 600 (geplant, ging aber nicht in Serie) | - Pratt & Whitney PW 4460 (je 266,9 kN Standschub) oder - General Electric CF6-80C2D1F (je 273,57 kN Standschub). - Rolls-Royce Trent 600 (geplant, ging aber nicht in Serie) |
| Höchstgeschwindigkeit                             | 967 km/h in 7800 m Höhe | 967 km/h in 7800 m Höhe | 967 km/h in 7800 m Höhe | 967 km/h in 7800 m Höhe |
| Typische Langstrecken-Reisegeschwindigkeit        | 890 km/h in 9450 m Höhe | 890 km/h in 9450 m Höhe | 890 km/h in 9450 m Höhe | 890 km/h in 9450 m Höhe |
| Max. Reichweite bei voller Passagierzahl/Zuladung | 12.633 km | 13.408 km | 7.242 km | 12.392 km |
| Passagiere/Zuladung                               | Zwei-Klassen-Einteilung: 323 Passagiere maximal 410 Passagiere | Zwei-Klassen-Einteilung: 323 Passagiere maximal 410 Passagiere | 94.922 kg | 204 in Zwei-Klassen-Aufteilung und vier Paletten |
| max. Startmasse                                   | 273.314 kg | 285.990 kg | 285.990 kg | 283.700 kg |